# Croix de la Passion

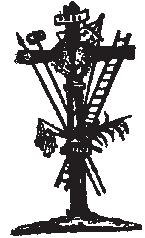
Vignette d’un livre catalan de 1852

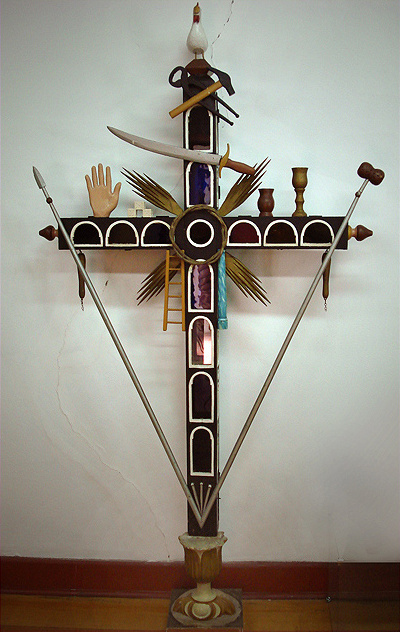
Croix de procession, musée municipal de Caxias do Sul (Brésil), fin XIXe s.

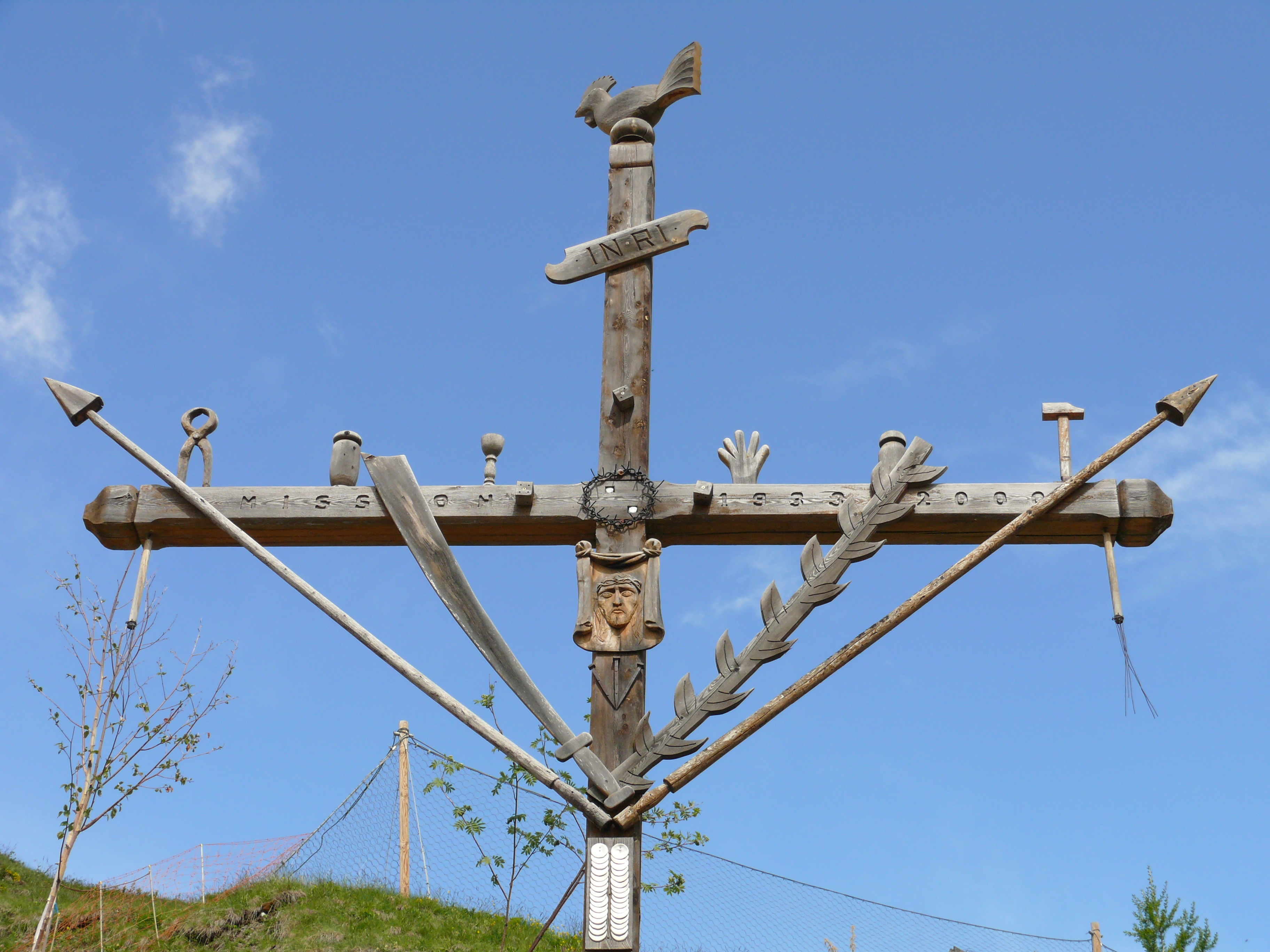
Croix à Saint-Véran

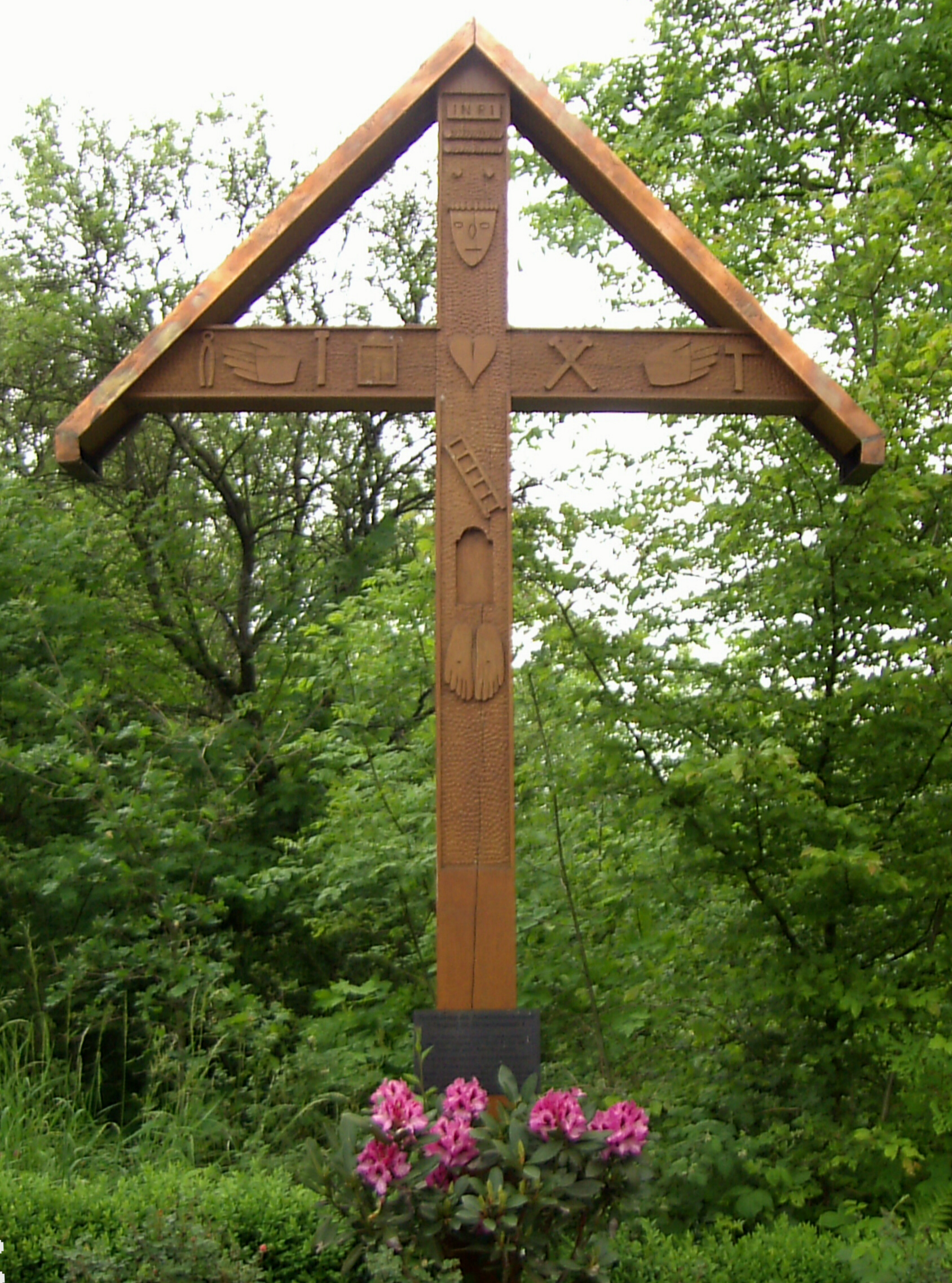
Altwindeck (Allemagne) : arma christi sculptés en bas-relief sur la croix

Dans le symbolisme chrétien, la croix de la Passion correspond à une croix installée en extérieur ou dans une église, ou bien peinte ou sculptée, caractérisée par la représentation des « instruments de la Passion » du Christ, dans le but de rappeler au fidèle la succession de ses événements. 

## Définition
La croix de la Passion est parfois appelée « croix du Coq » lorsqu’elle est surmontée de l’image de cet animal. Ce peut être une croix monumentale (croix de mission), ou une croix portative (croix de procession) qui peut d’ailleurs être de grandes dimensions. La croix latine dite aussi croix christique est parfois appelée « croix de la Passion », ce qui peut prêter à confusion. La croix de la Passion se caractérise par la présence des Arma Christi, en quantité variable, les plus fréquents étant la lance, l’échelle et les outils : marteau, clous, tenailles, etc.
Il n’y a pas de règle pour la disposition des instruments. Les éléments longs (lances, échelle, sont souvent symétriquement en diagonale, du pied de la croix à l’extrémité des traverses. Les objets sont posés sur la traverse ou sont accrochés en dessous. Les éléments uniques (linge de Véronique, tunique) sont de préférence au centre, sur le montant vertical. Le coq trône tout en haut.
La croix de la Passion se différencie du crucifix en ce que le personnage du Christ crucifié n’y figure pas obligatoirement. En revanche, certaines croix de la Passion en Allemagne (notamment dans la Forêt-Noire) montrent en plus le centurion Longin et sont pour cela appelées « croix de Longin » (Longinkreuz). Les personnages traditionnels de la Vierge et de saint Jean peuvent également être présents.

## Histoire
Les représentations de la Crucifixion regroupant les différents « instruments » sont d’abord des images et des peintures murales, dès le Moyen Âge. Elles permettent de raconter d’une manière synthétique la succession des événements, pour l’édification des fidèles. Le Psautier d'Utrecht (IXe s.) en est un bon exemple. Pendant le Moyen Âge les représentations sont le plus souvent des fresques. Les croix en tant qu’objet se répandent à l’époque de la Contre-Réforme.

## « Instruments de la Passion »
Aussi appelés en latin Arma Christi (« armes » du Christ, au sens héraldique et non guerrier), les principaux éléments que l’on trouve sont les suivants. Ils sont rarement tous présents, mais ils peuvent figurer en très grand nombre, comme sur une Creu dels Improperis catalane qui n’en compte pas moins de 214 (certains étant représentés en plusieurs exemplaires) :
- le rameau de l’accueil de Jésus à Jérusalem (et aussi symbole du martyre)
- le calice et le pain de la Cène

Arrestation de Jésus au Jardin des Oliviers :
- la lanterne et les torches des gardes (Jean 18.3) et la lanterne de la femme qui reconnaît Pierre
- l’épée de saint Pierre et l’oreille coupée au légionnaire Malchus (Jean 18.10)
- le coq qui chante le reniement de saint Pierre (Matthieu 26.33)

Procès de Jésus
- le vase ou aiguière avec lequel Ponce Pilate se lave les mains (Matthieu 27.23)

Flagellation :
- la colonne où Jésus est attaché
- le fouet garni de pointes (Jean 19.1)
- une main (la gifle donnée à Jésus par le grand prêtre) (Jean 18.22). Elle peut aussi représenter la main de Dieu.
- la couronne d’épines (Matthieu 27.30)
- la tunique sans couture de Jésus, et
- les dés avec lesquels les soldats la jouent (Jean 19.23)
- le manteau rouge jeté sur ses épaules (Matthieu. 27.27)
- le sceptre de roseau

Calvaire :
- le linge de Véronique portant le visage du Christ

Crucifixion
- les croix des deux larrons
- l’écriteau INRI (Jean 19.17)
- le marteau
- les clous (Jean 19.17)
- la lance du centurion Longin qui perce le flanc du Christ
- l’éponge imbibée de vinaigre (Jean 19.28), au bout d’une lance ou d’une branche d’hysope
- la coupe de boisson amère, le calice de l’agonie
- deux mains, deux pieds percés, un cœur enflammé représentant les cinq blessures du Christ
- les tenailles et
- l’échelle de la descente de croix (Marc 15.46)
- la bourse donnée à Judas pour sa trahison, et les trente deniers (Matthieu 26.14)
- la corde avec laquelle Judas s’est pendu (Matthieu 27.3)
- le soleil et la lune (l’éclipse au moment de la mort de Jésus) (Luc 23.44)
- le linceul
- deux anges

Peuvent aussi figurer d’autres éléments, comme une représentation du donateur, le crâne d’Adam au pied de la croix, le serpent de la Tentation, etc.

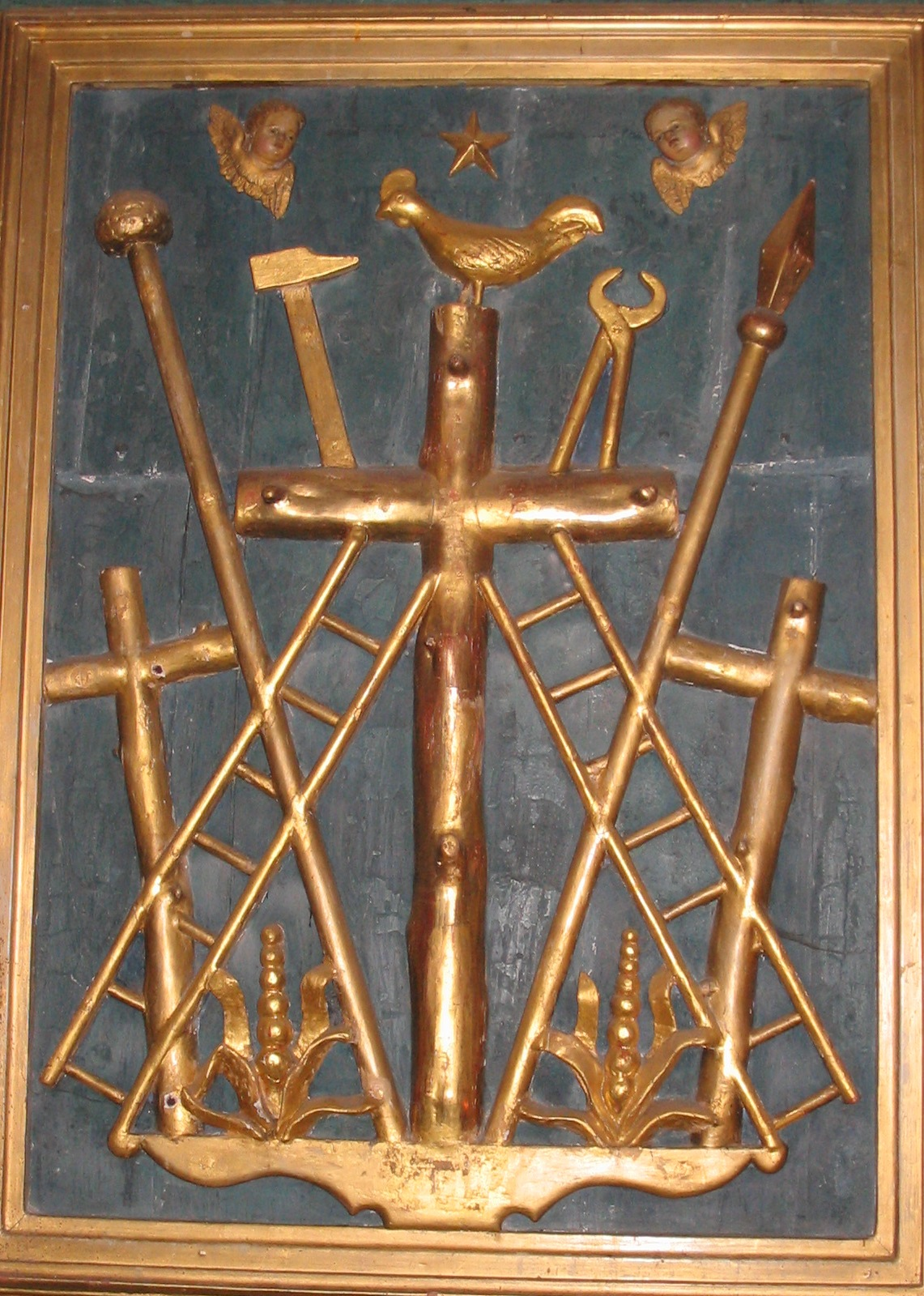
Instruments de la Passion, église Saint-Pierre de Collonges-la-Rouge
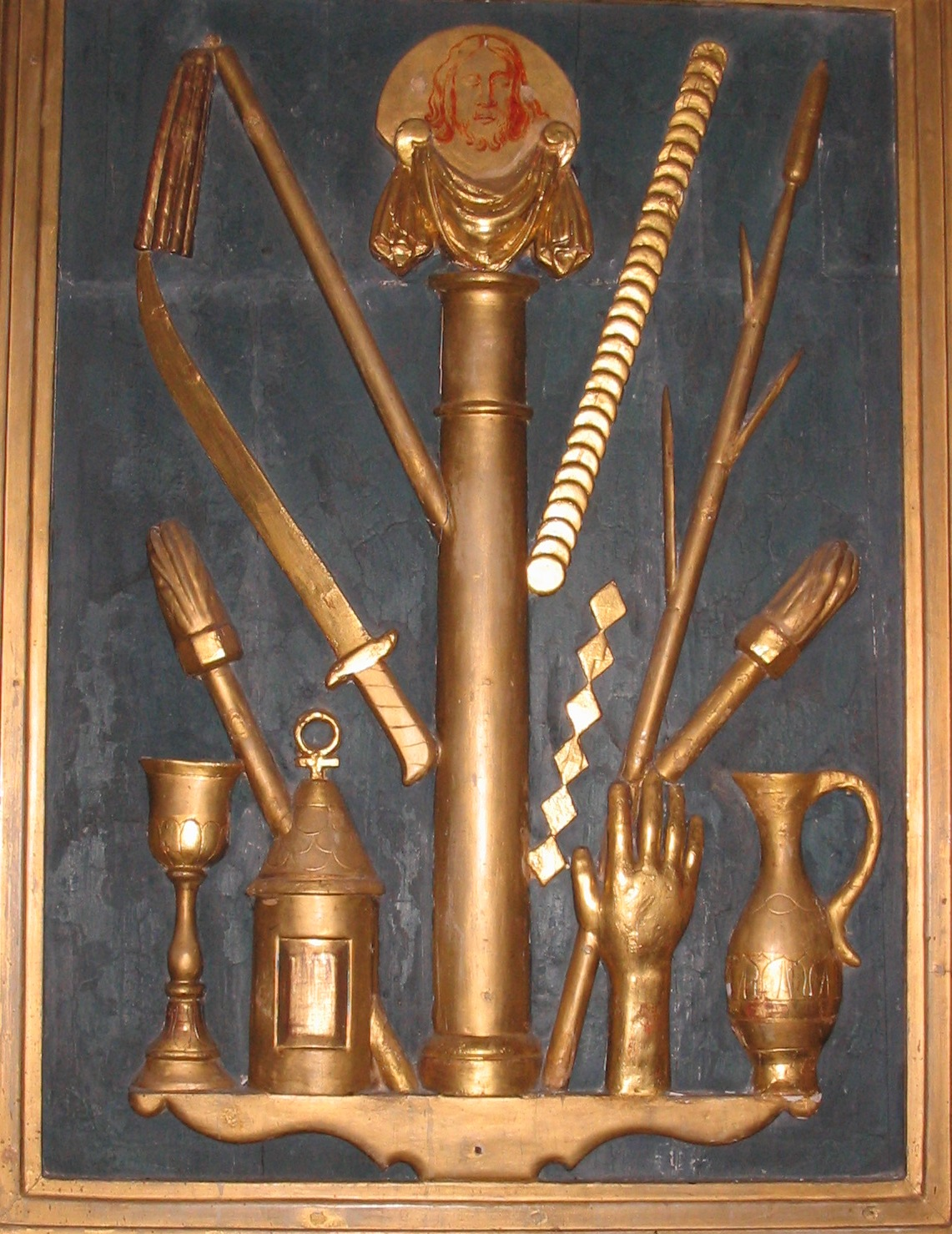
Main de Pilate, trente deniers de Judas

## Croix de marinier
La croix de marinier ou croix des mariniers est un type de croix de la passion particulier. Elle était destinée à protéger l’embarcation qui naviguait sur les fleuves ou canaux, et était placée à l’avant. La hauteur était généralement comprise entre 80 et 180 cm. Sur le Rhône, les bateaux circulaient en convoi, la rigue, et seule la « barque capitaine », celle du patron, arborait la croix (dite aussi pour cette raison, croix patronale). S’ajoutent aux éléments de la croix une barque, un tonneau, une gourde paillée, les autres arma christi étant simplement interprétées selon le métier de marinier (la lanterne est un fanal, etc.).
À la fin de sa carrière, le patron marinier offrait sa croix à l’église. Dans les communes riveraines on peut voir des « croix de marinier » monumentales.

## Répartition géographique
Les croix de la Passion se retrouvent un peu partout dans l’espace catholique.
En France, dans les Alpes (Savoie, Queyras), de nombreuses croix de mission sont des croix de la Passion. 
Une spécificité stylistique a été identifiée au nord des Marches de Bretagne : des croix de bois votives sculptées en "bas-relief" à même le fût
En Catalogne (française et espagnole), la Creu dels Improperis (« croix des outrages ») se rencontre fréquemment, aussi bien monumentale, que portée par des pénitents lors des processions, comme la Procession de la Sanch à Perpignan et les grandes processions de la Semaine sainte dans les villes espagnoles. 
En Italie, les croix de la Passion font partie de nombreuses processions : la Croce del Gallo (« croix du coq ») de Savone est célèbre.

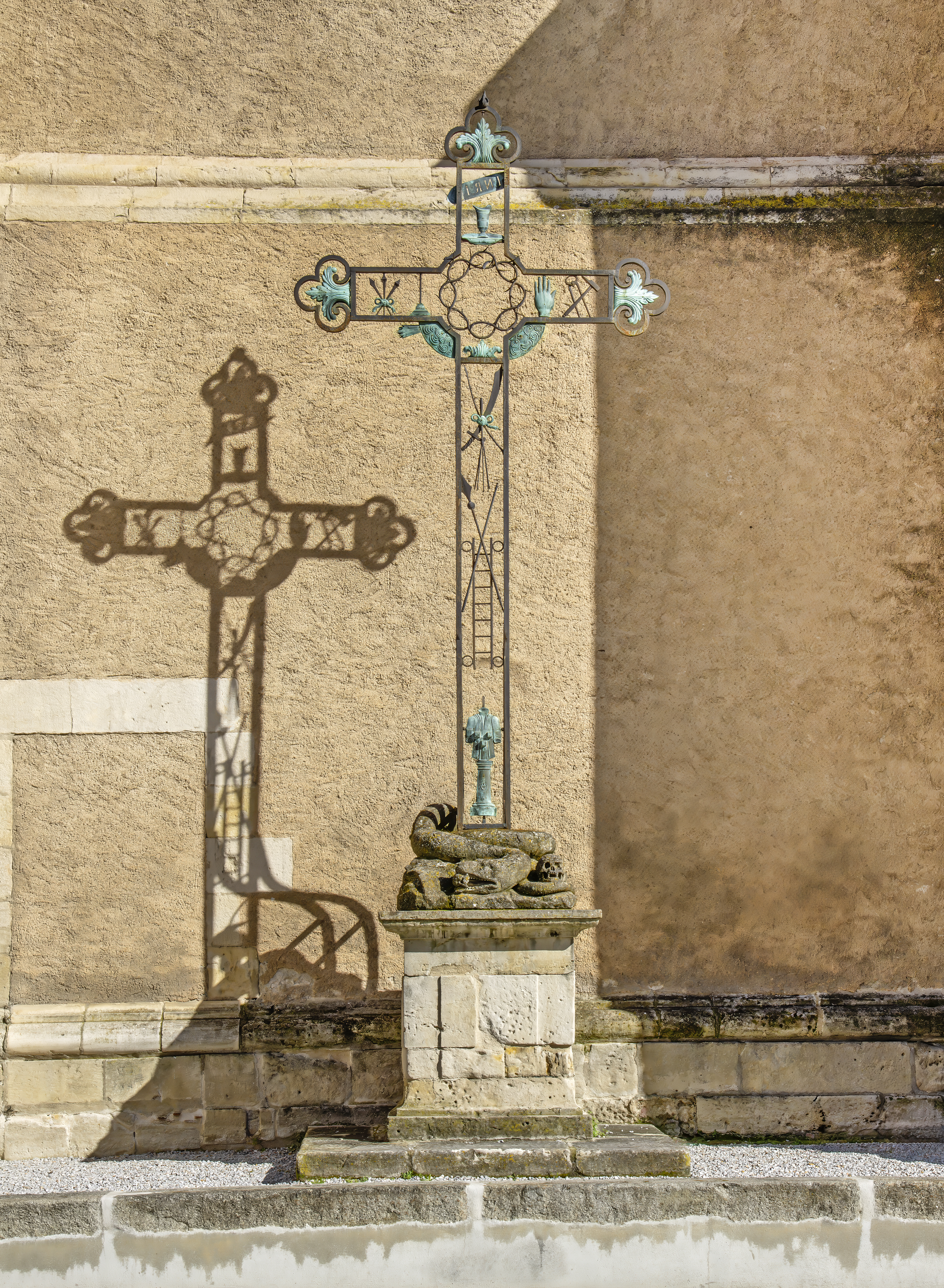
Croix de la Passion, Cathédrale Saint-Benoît de Castres
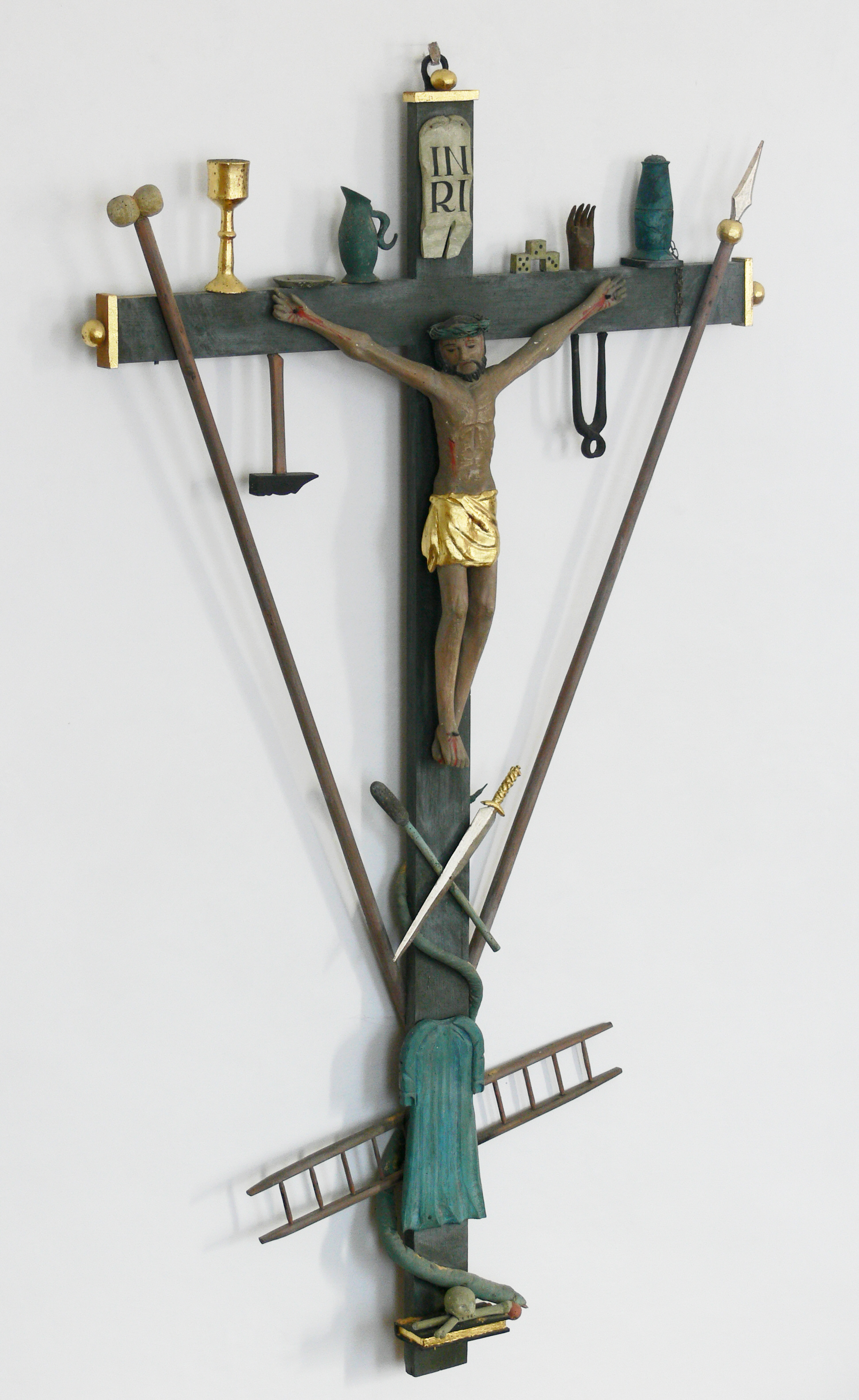
Chapelle Saint-Wendelin, Bremenried (Allemagne).
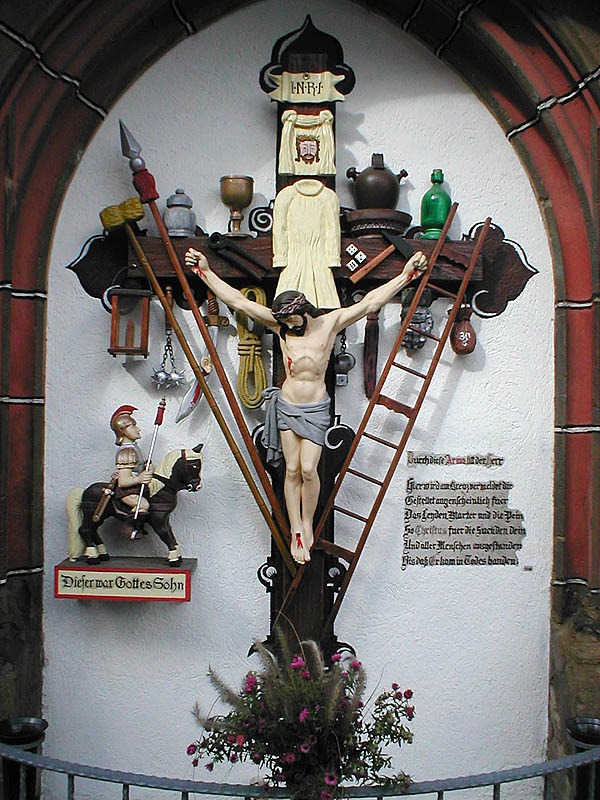
Croix de Longin, Eppingen (Allemagne).
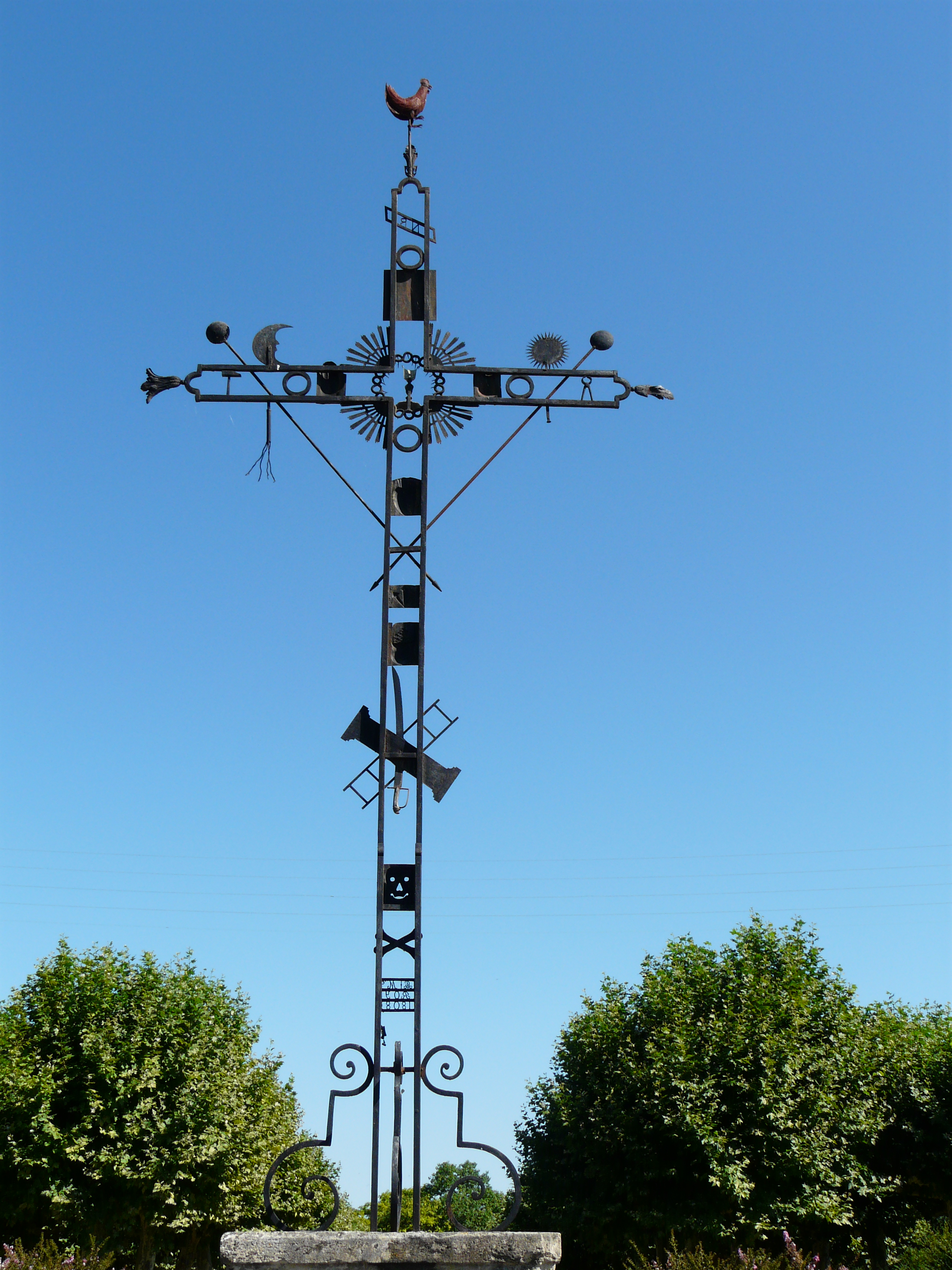
Monségur (Gironde) (France).
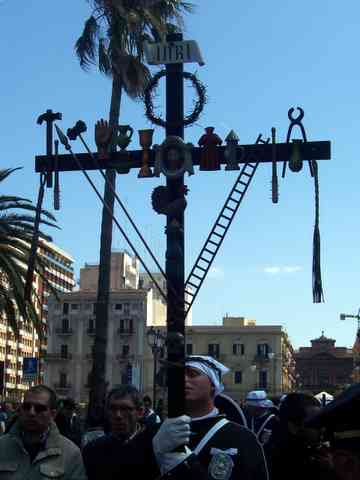
Procession de l’Addolorata à Troccola, Tarente (Italie).
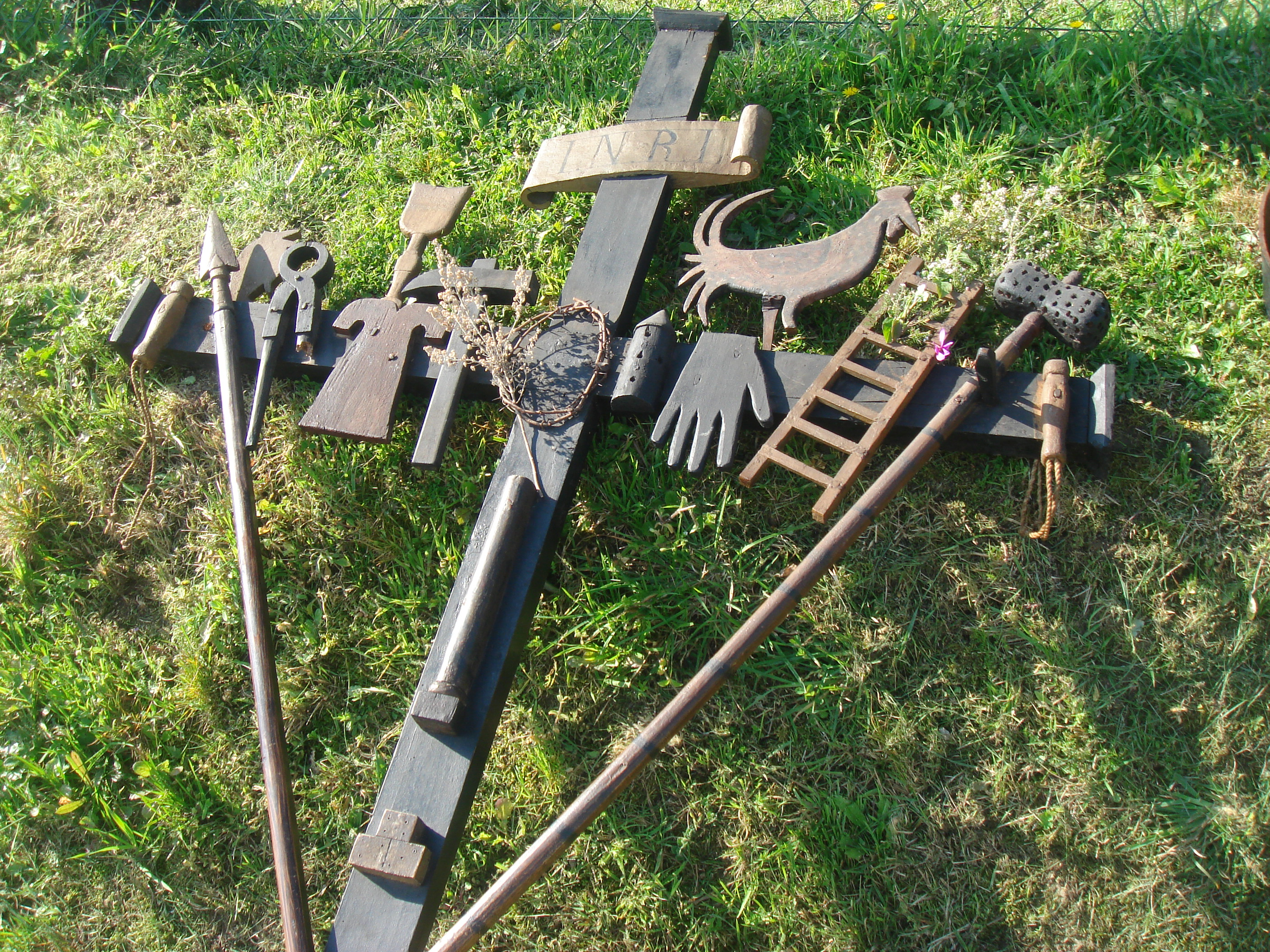
Croix de procession (Farnetella, Sienne (Italie).
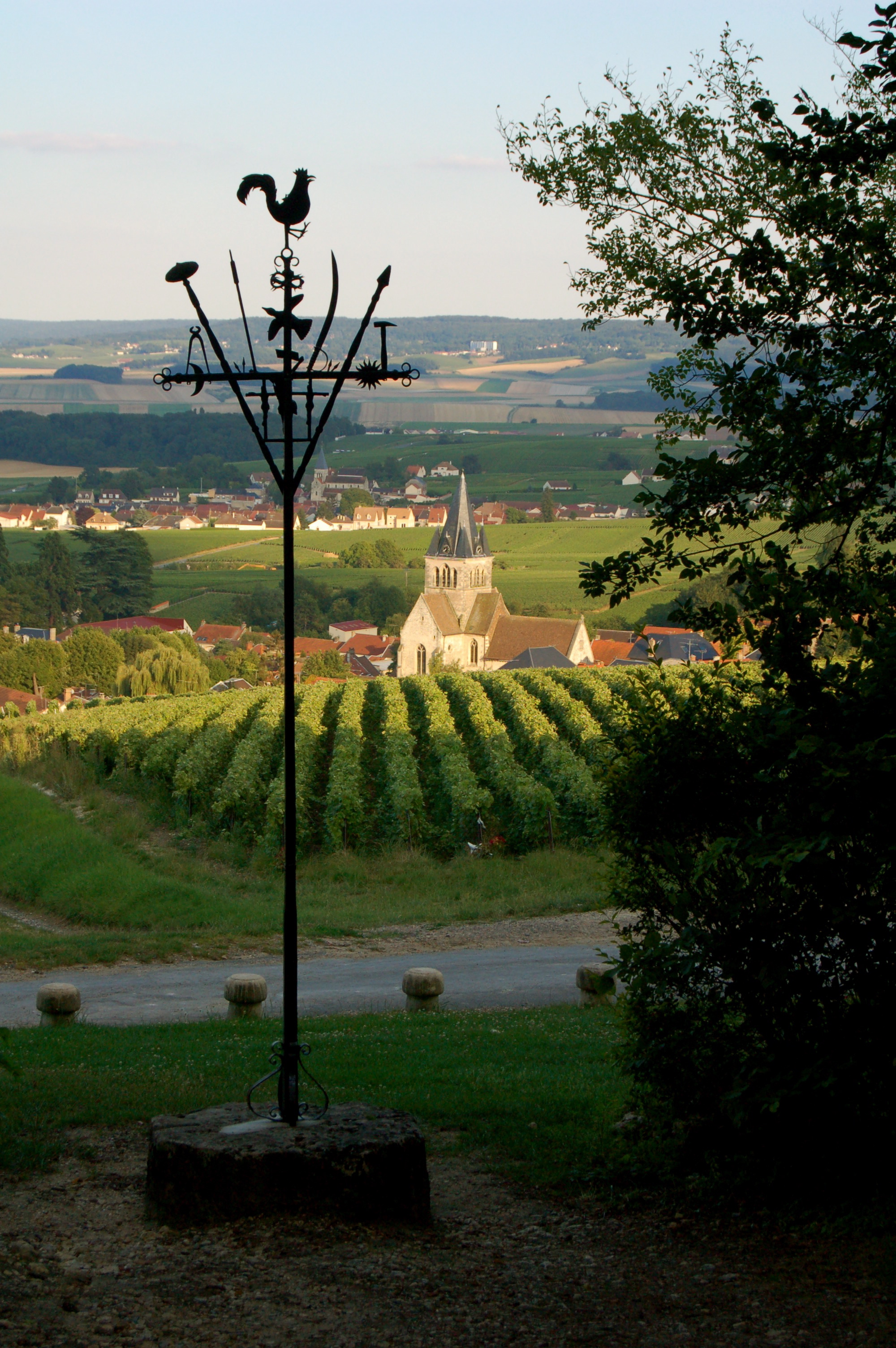
Croix de la passion en fer forgé dominant Villedommange près de Reims.
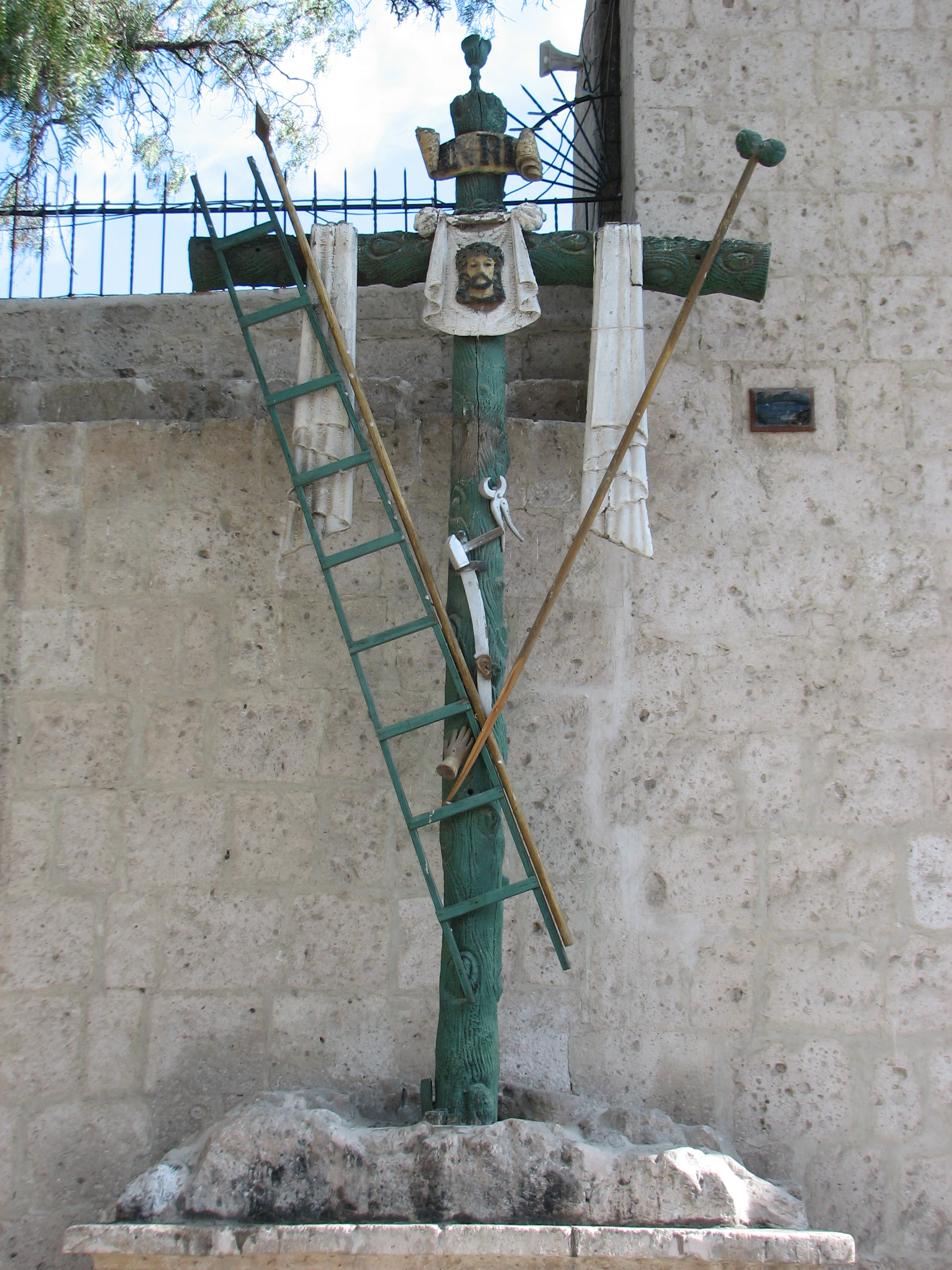
Arequipa (Pérou).

## Bouteille de la Passion

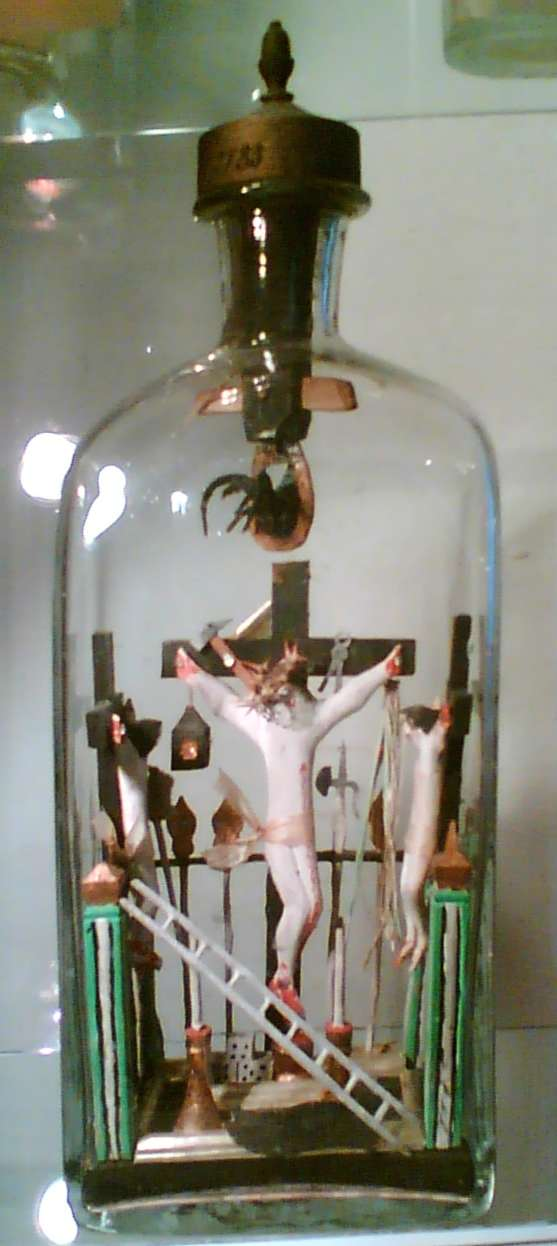
Bouteille de la Passion, musée de Mylau (Allemagne)

On retrouve des « croix de la Passion » en miniature enfermées dans des bouteilles de verre, à la manière des bateaux en bouteille fabriqués par les marins : bouteille de la Passion, ou bouteille-passion. Parfois les instruments de la Passion sont simplement suspendus par des fils à l’intérieur de la bouteille, accrochés à des protubérances en forme de bulles. L’origine de cette pratique, remontant au XVIIIe siècle, est sans doute à chercher à Liesse (Aisne) où une fontaine miraculeuse attirait de nombreux pèlerins. Chacun repartait avec une bouteille remplie de cette eau. On fabriqua alors des sortes d’ampoules de verre, dans lesquelles on accrochait de petites figurines en verre filé coloré, représentant deux types d’objets : d’une part, les instruments de la Passion, d’autre part des personnages et objets liés à la légende de Liesse. Ces fioles étaient ensuite remplies de l’eau miraculeuse. 
La pratique existait en Allemagne, dans les montagnes de l’Allgäu et de l’Erzgebirge, où l’on réalisait des scènes diverses et des croix de la passion, sous le terme Geduldsflasche (de) (« Bouteille de patience »). Par la suite cette mode se répandit et on fabriqua ces bouteilles un peu partout, notamment en Bretagne où l’art de mettre les bateaux en bouteille existait déjà puis dans de nombreux pays jusqu’au Québec.